# Electric Banana Bands och Trazan & Banarnes bästa
Electric Banana Bands och Trazan & Banarnes bästa är ett samlingsalbum av Electric Banana Band från 2005. Albumet innehåller inspelningar från Trazan, Banarne och Electric Banana Bands karriär.

## Låtlista

### Skiva 1: Trazan & Banarne
1. Balla Trazan Apansson
2. Sockerbagarejazz
3. Ja da
4. Fantomens brallor
5. Nicko och Pulver
6. Rogers sång
7. Banansången
8. Nicko och Pulver
9. Bellman och geten
10. Vi har Tarzan på middag
11. Sången om Kalle
12. Är bananerna fina?
13. Rak banana
14. Nicko och Pulver
15. Djungelmums
16. Bananer
17. Joddlarskolan - Hönslåten
18. Nicko och Pulver
19. Apanssons yrke
20. Tigern är ett majsigt djur
21. Calle Cobra
22. Är bananerna fina?
23. Dom har inga bananer
24. Djungel-Jims kanin
25. Krypälskarnas vals
26. Ankan

### Skiva 2: Electric Banana Band
1. Electric banana tajm
2. Fiskprata
3. Min piraya Maja
4. Man måste bry sig om hur ungarna mår
5. Den vandrande pinnen Lars
6. Raphönan
7. Jag ska bli som en delfin
8. Tropical fruits
9. Banana split
10. Byråprata
11. Jag ska bli en byråkrat
12. Jag vill ha en datamus
13. Prylprata
14. Statuz
15. Pelikanen
16. Olyckans sång
17. Taxfri
18. Banankontakt
19. Zwampen
20. Slutprata

### Fotnoter
1. ↑  ”Electric Banana Bands och Trazan & Banarnes bästa / Trazan & Banarne”. Svensk mediedatabas. 21 februari 2005. http://smdb.kb.se/catalog/id/003583141. Läst 16 november 2015.